# Санта-Мария-ин-Аквиро (титулярная диакония)
Титулярная диакония Санта-Мария-ин-Аквиро (лат. Titulus Sanctae Mariae in Aquiro) — титулярная церковь была передана диаконам Папой Агафоном около 678 года. Согласно Liber Pontificalis, Папа Григорий II превратил ораторий этой титулярной диаконии в базилику, и украсил её картинами. Базилика была построена в IX регионе Рима. Эта кардинальская титулярная церковь была также известна как Санта-Мария-ин-Акиро или Санта-Мария-ин-Киро.

## Список кардиналов-дьяконов и кардиналов-священников титулярной диаконии Санта-Мария-ин-Аквиро
- Козма (или Конте, или Комте) (1088 — около 1125);
- Козма (1125 — 1126);
- Родольфо дельи Эрманни делла Стаффа (1126 — 1130);
- Вассало (около 1130 — 1134, назначен кардиналом-дьяконом Сант-Эустакьо);
- Ивоне (или Ив, или Айвоне) (около 1135 — 1139, назначен кардиналом-священником Сан-Лоренцо-ин-Дамазо);
- Пьетро (1140 — около 1145);
- Ченцио (1150 — после 1152 или 1154 — 1159);
- Мило (?) (или Гвидо) (1159 — 1161);
  - Джованни (1160 — около 1161), псевдокардинал антипапы Виктора IV;
  - Джерардо (1161 — 1173), псевдокардинал антипап Виктора IV, Пасхалия III и Каликста III;
- Пьетро Гаэтани (1164 — 1165);
- Пьетро де Боно (1165 — 1173);
- Грегорио Крешенци (1188 — 1200);
- Пётр Беневентский (18 февраля 1212 — 1216, назначен кардиналом-священником Сан-Лоренцо-ин-Дамазо);
- Никколо (декабрь 1216 — 1227, до смерти);
  - вакансия (1227 — 1278);
- Джакомо Колонна, титулярная диакония pro hac vice, in commendam (12 марта 1278 — 10 мая 1297);
  - вакансия (1297 — 1316);
- Бертран де Монфавез (17 декабря 1316 — 1 декабря 1342, до смерти);
  - вакансия (1342 — 1361);
- Этьен Обер ле Жён (17 сентября 1361 — 22 сентября 1368, назначен кардиналом-священником Сан-Лоренцо-ин-Лучина);
  - вакансия (1368 — 1383);
- Пьер де Фетиньи (23 декабря 1383 — 5 ноября 1392, до смерти), псевдокардинал антипапы Климента VII;
  - вакансия (1392 — 1397);
- Хофре де Бойль (22 сентября 1397 — 7 ноября 1400), псевдокардинал антипапы Бенедикта XIII;
  - вакансия (1400 — 1480);
- Джованни Колонна (июнь 1480 — 26 сентября 1508, до смерти);
- Луиджи Арагонский in commendam (26 сентября 1508 — 25 мая 1517);
- Гийом де Крой (25 мая 1517 — 7 января 1521, до смерти);
  - вакансия (1521 — 1535);
- Гаспаро Контарини (31 мая — 15 сентября 1535); титулярная диакония pro hac vice (15 сентября — 19 сентября 1535, назначен кардиналом-священником Санти-Витале-Валерия-Джервазио-э-Протазио);
- Марино Асканио Караччоло (15 ноября 1535 — 28 января 1538, до смерти);
- Ипполито II д’Эсте (10 ноября 1539 — 8 октября 1564); титулярная диакония pro hac vice (8 октября 1564 — 13 апреля 1565, назначен кардиналом-дьяконом Санта-Мария-Нуова);
- Бенедетто Ломеллини (15 мая — 7 сентября 1565, назначен кардиналом-священником Санта-Сабина);
- Дзаккария Дельфино, титулярная диакония pro hac vice (7 сентября 1565 — 15 апреля 1578, назначен кардиналом-священником Санто-Стефано-аль-Монте-Челио);
  - вакансия (1578 — 1584);
- Антонио Мария Сальвиати (9 января 1584 — 20 апреля 1587, назначен кардиналом-священником Санта-Мария-делла-Паче);
  - вакансия (1587 — 1596);
- Помпео Арригони (21 июня 1596 — 24 января 1597, назначен кардиналом-священником Санта-Бальбина);
  - вакансия (1597 — 1624);
- Лоренцо Магалотти (13 ноября 1624 — 16 декабря 1624); титулярная диакония pro hac vice (16 декабря 1624 — 28 февраля 1628, назначен кардиналом-священником Санти-Джованни-э-Паоло);
- Антонио Барберини младший (28 февраля 1628 — 24 ноября 1632, назначен кардиналом-дьяконом Сант-Агата-алла-Субурра);
- Ян Ольбрахт Васа, S.I. (20 декабря 1632 — 29 декабря 1634, до смерти);
  - вакансия (1634 — 1643);
- Паоло Эмилио Рондинини (31 августа 1643 — 14 мая 1655, назначен кардиналом-дьяконом Сан-Джорджо-ин-Велабро);
- Фридрих Гессен-Дармштадтский (31 мая 1655 — 30 марта 1661, назначен кардиналом-дьяконом Сан-Чезарео-ин-Палатио);
- Джакомо Францони (19 апреля 1661 — 14 января 1669, назначен кардиналом-дьяконом Санта-Мария-ин-Козмедин);
- Ладзаро Паллавичино (19 мая 1670 — 8 ноября 1677, назначен кардиналом-священником Санта-Бальбина);
  - вакансия (1677 — 1681);
- Микеланджело Риччи (17 ноября 1681 — 12 мая 1682, до смерти);
  - вакансия (1682 — 1686);
- Гаспаро Кавальери (30 сентября 1686 — 12 ноября 1689, назначен кардиналом-дьяконом Сант-Анджело-ин-Пескерия);
- Джанфранческо Альбани (10 апреля 1690 — 22 мая 1690, назначен кардиналом-дьяконом Сант-Адриано-аль-Форо, позднее избран Папой Климентом XI);
- Лоренцо Альтьери (27 ноября 1690 — 8 июня 1707, назначен кардиналом-дьяконом Сан-Никола-ин-Карчере);
  - vacante (1707 — 1716);
- Карло Мария Марини (5 февраля 1716 — 23 июня 1738, назначен кардиналом-дьяконом Санти-Вито-Модесто-э-Крешенция);
- Карло Мария Сакрипанте (16 ноября 1739 — 29 мая 1741, назначен кардиналом-дьяконом Санта-Мария-ин-Портико);
  - вакансия (1741 — 1743);
- Алессандро Танара (23 сентября 1743 — 29 апреля 1754, до смерти);
  - вакансия (1754 — 1759);
- Маркантонио Колонна младший (19 ноября 1759 — 19 апреля 1762, назначен кардиналом-священником Санта-Мария-делла-Паче);
- Андреа Негрони (22 августа 1763 — 5 июня 1765, назначен кардиналом-дьяконом Санти-Вито-Модесто-э-Крешенция);
  - вакансия (1765 — 1775);
- Паскуале Аквавива д’Арагона (3 апреля 1775 — 13 декабря 1779, назначен кардиналом-дьяконом Санта-Мария-ин-Козмедин);
  - вакансия (1779 — 1785);
- Фердинандо Спинелли (11 апреля 1785 — 3 августа 1789, назначен кардиналом-дьяконом Сант-Анджело-ин-Пескерия);
  - вакансия (1789 — 1818);
- Франческо Гвидобоно Кавалькини (25 мая 1818 — 5 декабря 1828, до смерти);
  - вакансия (1828 — 1832);
- Марио Маттей (17 декабря 1832 — 22 июля 1842, назначен кардиналом-священником Санта-Мария-дельи-Анджели-э-деи-Мартири);
  - вакансия (1842 — 1853);
- Доменико Савелли (10 марта 1853 — 30 августа 1864, до смерти);
  - вакансия (1864 — 1868);
- Аннибале Капальти (16 марта 1868 — 18 октября 1877, до смерти);
- Антонио Пеллегрини (31 декабря 1877 — 2 ноября 1887, до смерти);
- Луиджи Макки (14 февраля 1889 — 30 ноября 1896, назначен кардиналом-дьяконом Санта-Мария-ин-Виа-Лата);
  - вакансия (1896 — 1901);
- Франческо Салезио делла Вольпе  (18 апреля 1901 — 5 ноября 1916, до смерти);
- Луи-Эрне Дюбуа, титулярная диакония pro hac vice (7 декабря 1916 — 23 сентября 1929, до смерти);
  - вакансия (1929 — 1935);
- Федерико Каттани Амадори (19 декабря 1935 — 11 апреля 1943, до смерти);
- Пьер-Андре-Шарль Пети де Жюльвиль, титулярная диакония pro hac vice (22 февраля 1946 — 10 декабря 1947, до смерти);
- Карлос Мария Хавьер де ла Торре , титулярная диакония pro hac vice (15 января 1953 — 31 июля 1968, до смерти);
- Марио Касарьего-и-Асеведо, C.R.S., титулярная диакония pro hac vice (30 апреля 1969 — 15 июня 1983, до смерти);
- Антонио Инноченти — (25 мая 1985 — 29 января 1996), титулярная диакония pro hac vice (29 января 1996 — 6 сентября 2008, до смерти);
- Анджело Амато — (20 ноября 2010 — 3 мая 2021), титулярная диакония pro hac vice (3 мая 2021 — 31 декабря 2024, до смерти).